# Княгинино
Княгинино (рос. Княгинино) — місто в Княгининському районі Нижньогородської області Російської Федерації.
Населення становить 6563 особи. Входить до складу муніципального утворення місто Княгинино.

## Історія
Від 2009 року входить до складу муніципального утворення місто Княгинино.

## Населення
| 1856  | 1897  | 1926  | 1959  | 1970  | 1979  | 1989  |
| ----- | ----- | ----- | ----- | ----- | ----- | ----- |
| 6700  | ↘2700 | ↘1300 | ↗1541 | ↗3393 | ↗5425 | ↗6374 |
| 1996  | 2000  | 2001  | 2002  | 2003  | 2005  | 2006  |
| ↗7000 | ↘6800 | →6800 | ↗6838 | ↘6800 | ↘6700 | ↘6600 |
| 2007  | 2008  | 2009  | 2010  | 2011  | 2012  | 2013  |
| →6600 | ↘6576 | ↘6557 | ↗6708 | ↘6682 | ↗6981 | ↗6999 |
| 2014  | 2015  | 2016  | 2017  |       |       |       |
| ↘6952 | ↗7052 | ↗7092 | ↘7062 |       |       |       |